# Fünf Sterne deluxe

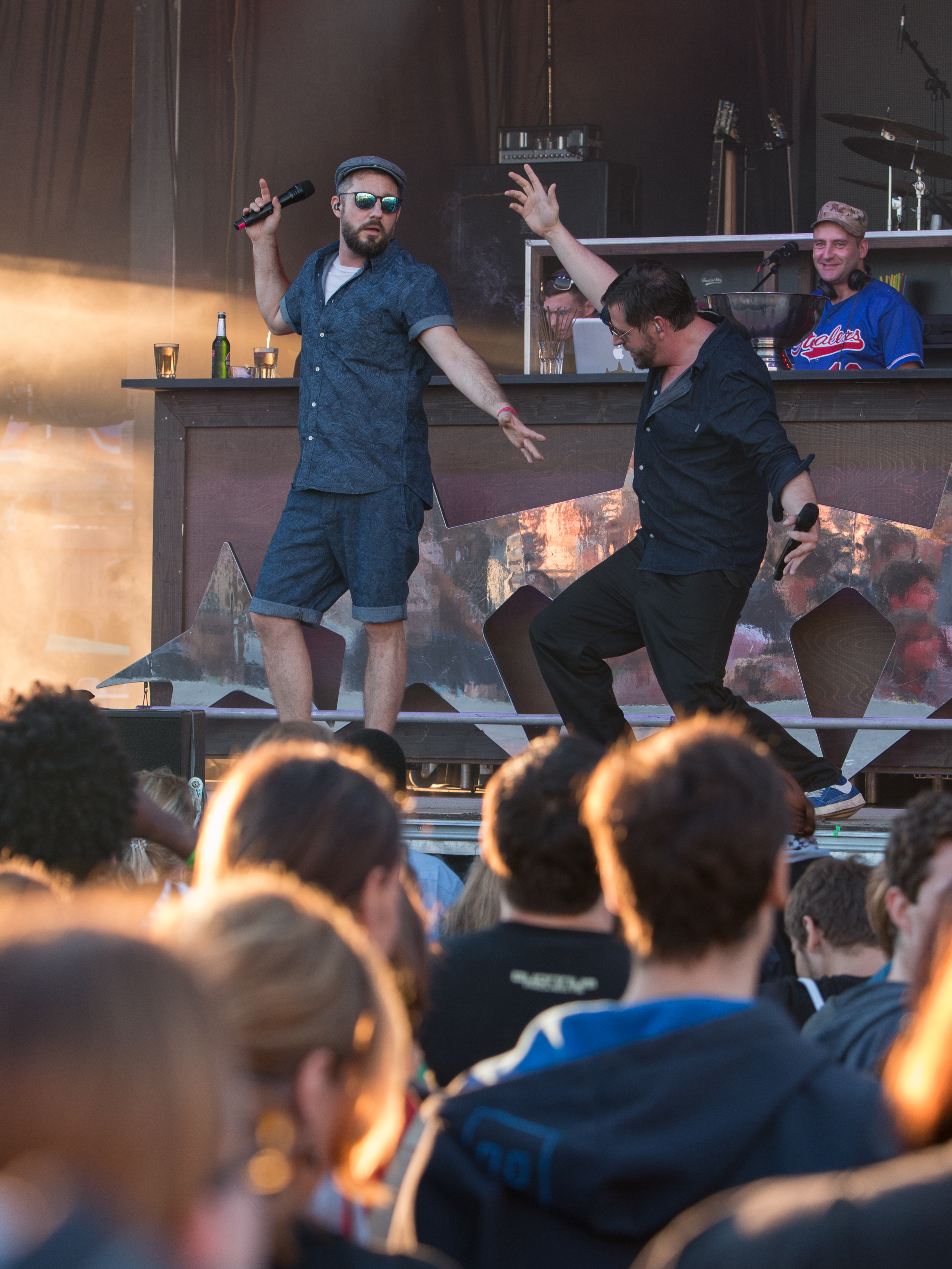
Fünf Sterne deluxe auf dem Folklore-Festival 2015

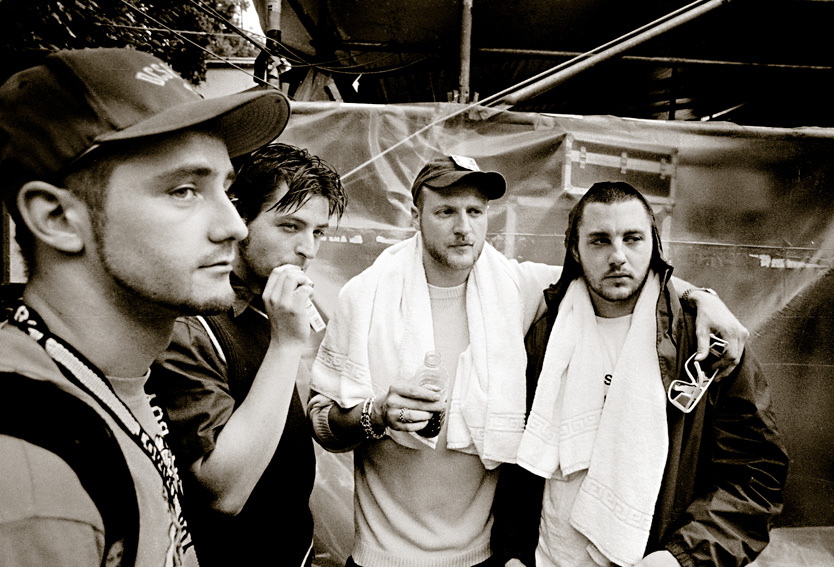
Fünf Sterne deluxe (1999)

Fünf Sterne deluxe (FSd) ist eine deutsche Hip-Hop-Gruppe, die aus den Rappern Das Bo, Tobi Tobsen, dem Designer marcnesium und DJ Coolmann besteht.

## Geschichte
Das Bo (Mirko Bogojevic) und Tobi Tobsen (Tobias Schmidt) veröffentlichten bereits Mitte der 1990er-Jahre als Der Tobi & das Bo das Album „Genie und Wahnsinn liegen dicht beieinander“ sowie die dazugehörigen Singles „Der Racka“ und „Morgen geht die Bombe hoch“. Auf dieses Album folgte eine weitere Publikation namens „Genie & Wahnsinn… (Wir sind die Best Ofs)“ mit den Singles „Is’ mir egal“ sowie „Wir sind die Besten“. Mitte 1997 schlossen sich die beiden Rapper mit marcnesium (Marc Clausen), der auch zusammen mit DJ Koze als Adolf Noise in Erscheinung trat, und DJ Coolmann (Mario Cullmann) zu Fünf Sterne deluxe zusammen. Tobi war zuvor schon Mitglied der englischsprachigen Hamburger Hip-Hop-Crew Poets of Peeze und mit seinem Bruder Oli in der Ursprungsbesetzung von Fettes Brot. Marcnesium ist diplomierter Kommunikations-Designer, Fotograf und Artworker. Er kümmert sich bei der Gruppe um das visuelle Erscheinungsbild, beteiligt sich an der Produktion und schreibt zum Teil an den Texten mit. Er bedient live einen Sampler mit Spezialeffekten und unterstützt die beiden Rapper mit Sprachfetzen, die er über einen angeschlossenen Vocoder im Klang verändert.
1998 erschien in dieser Formation das erste Album SiLLiUM mit den Singles 5 Sterne deluxe, Willst Du mit mir gehn? und Dein Herz schlägt schneller. Sowohl das Album als auch die Auskoppelungen schafften es in die Verkaufs-Charts. Bis heute verkaufte sich SiLLiUM über 150.000-mal. Die Texte von Fünf Sterne deluxe galten damals als humorvoll, weswegen sie bei vielen Mitgliedern der Hip-Hop-Szene schließlich genauso umstritten waren wie die der Vorgängerkombo Der Tobi & Das Bo.
1999 erschien die Single Ja, ja,.. Deine Mudder. Im Anschluss veröffentlichte Das Bo im Jahr 2000 eine EP namens Türlich, türlich (sicher, Dicker)/Nur der Zorn zählt. Diese EP erschien fast zeitgleich mit der zweiten Single von Fünf Sterne deluxe namens Die Leude und wurde zu einem kommerziellen Erfolg. türlich, türlich verkaufte über 240.000 Einheiten, die Das Bo im Mainstream salonfähig machten und war wesentlich erfolgreicher als die Fünf-Sterne-Veröffentlichungen des Jahres. Ende 1999 erschien dann das zweite Fünf-Sterne-deluxe-Album Neo.Now. Im Gegensatz zu der Produktion von SiLLiUM zogen sich Fünf Sterne deluxe für diese Veröffentlichung drei Monate in ein Haus an der Ostsee zurück. Kritiker waren der Meinung, das höre man dem Album an. Andere waren begeistert von der mächtigen Produktion. Neo.Now verkaufte bis heute über 120.000 Einheiten, konnte allerdings in der Wirkung nicht an den Erfolg von SiLLiUM anknüpfen. Andere Gruppen mit deutlich härterem Sound und Texten gewannen an Bedeutung. Die dritte Single-Auskopplung (2000) Stop Talking Bull des Discotizers mit der europäischen Funkgruppe Supermax fand trotz aufwendiger Produktion und passendem Trickfilm-Video nur mäßige Beachtung. „Die Fans haben uns da ja wohl nicht mehr verstanden... eigentlich sollte Neo.Now ja auch Wieder drei Jahre zu früh heißen“, so FSd in einem Interview. Ende 2000 erschien eine Fanclub-CD (Auflage 500 Stück) unter dem Titel Alles muss raus – Die zähe Pampe aus drei Jahren Hirnforschung mit 28 Tracks, die zusammen mit einem Fünf-Sterne-deluxe-Skateboard verkauft wurde. Sie enthält zahlreiche unveröffentlichte Stücke, Remixe und Klang-Experimente sowie Interviewausschnitte.
Fünf Sterne deluxe veröffentlichten 2004, nach dem Ausscheiden von DJ Coolmann, zu Dritt die EP Wir sind im Haus. Sie spielten im Sommer desselben Jahres nochmals auf den großen Freiluftfestivals und traten unter anderem zum zweiten Mal nach 2001 beim eher rockorientierten Hurricane Festival auf. Das geplante, dritte Album erschien nicht mehr. Auf dem 2008 veröffentlichten Album „Dumm aber Schlau“ von Das Bo sind auf dem Track „Die Insel“ FSD in ihrer letzten Besetzung noch einmal zusammengekommen.
Im August 2013 trat die Gruppe in Originalbesetzung im Rahmen des Hamburger Kultursommers beim Festival „Beats auf der Bahn“ am 28. August auf dem Gelände der Trabrennbahn in Hamburg auf.
Im Rahmen eines Auftrittes während des Reeperbahn Festivals 2015 wurde bekannt, dass die Gruppe einen neuen Plattenvertrag unterschrieben hat und die Veröffentlichung des dritten Studioalbums im Jahre 2016 angestrebt wurde.
Es wurde schließlich am 6. Oktober 2017 unter dem Namen „Flash“ veröffentlicht. Marcnesium tritt seitdem nicht mehr live mit auf. An seiner Stelle ist Rapper, Sänger und DJ Luis Baltes seit 2018 festes Mitglied der Gruppe.

## Solokarrieren

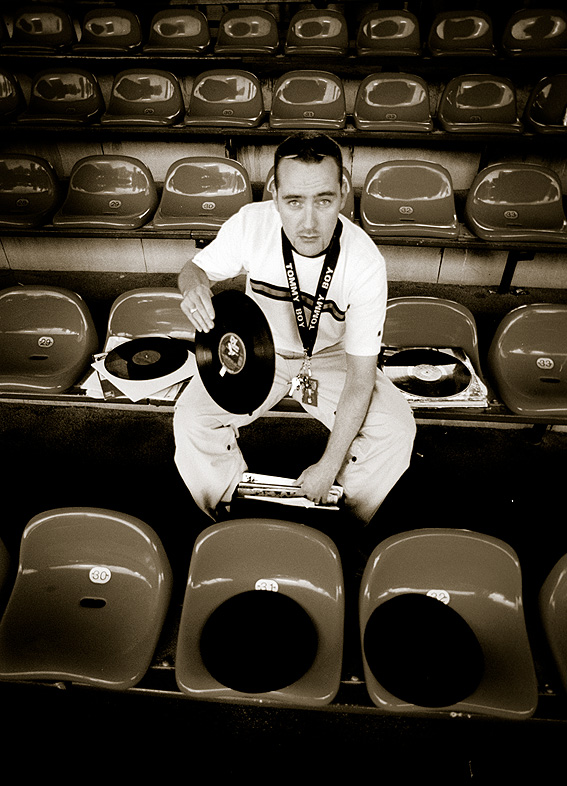
DJ Coolmann (2001)

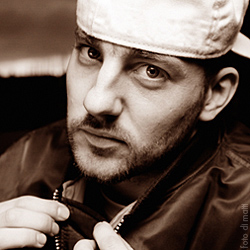
Das Bo, Berlin 2005

Neben Fünf Sterne deluxe beschäftigte sich DJ Coolmann mit seinem eigenen Label Hong Kong Recordings auf dem die Gruppe Doppelkopf unter Vertrag stand. Außerdem veröffentlichte er unter dem Namen Visit Venus mit Mario von Hacht (damals Soundmischer von Fettes Brot u. a./Container Studio) zwei Alben: Music for Space Tourism Vol. 1 (1995) und The endless bummer (1998).
Das Bo hat nach einer Schaffenspause 2004 sein Soloalbum Best of III – Alleine mit den Singles Seid Ihr bereit für Das Bo und Ich hab Rap für Dich veröffentlicht. Die Veröffentlichungen waren kommerziell wenig erfolgreich. Das Bo trennte sich vom Label Yo Mama, das nach wirtschaftlichen Schwierigkeiten und der damit verbundenen Übernahme (2003) durch Four Music/Berlin nach dem Ende von FSd 2005 endgültig aufgab. 2005 ging Das Bo mit Deichkind auf Tour und nahm als Gast die Singles Wie geil ist das denn?? mit Jansen & Kowalski sowie Ey Yo mit DJ Tomekk auf. Auf dem Samy Deluxe So deluxe, so glorious Mixtape rechnet er auf einem Track mit seiner alten Plattenfirma ab. 2008 erschien sein zweites Album Dumm aber schlau, dessen Singleauskopplungen Ohne Bo und Dumm aber schlau sich in den Charts etablieren konnten.
Tobi Tobsen veröffentlichte 2005 mit koweSix als Elektroprojekt moonbootica sein erstes Album, nachdem diverse Singles und Remixe vorangegangen waren, die in der Elektroszene große Beachtung fanden und seine alte Leidenschaft für Instrumental- und Clubproduktionen zeigte. moonbootica ist mittlerweile ein gefragtes DJ-Duo. Schon zu FSd-Zeiten (seit 2001) veranstalteten die beiden in Hamburg eigene „moonbootica“-Partys. Diese entwickelten sich über die Jahre zu Hamburgs bekanntester Elektro-Veranstaltung mit bis zu 3000 Gästen.
marcnesium betreut als Kommunikationsdesigner visuell u. a. DJ Kozes Label Pampa Records sowie weitere Musiker und Unternehmen. Daneben doziert er an der Ruhrakademie Kommunikationsdesign.

## Diskografie

### Studioalben
| Jahr | Titel   | Höchstplatzierung, Gesamtwochen, AuszeichnungChartplatzierungen (Jahr, Titel, Platzierungen, Wochen, Auszeichnungen, Anmerkungen) | Höchstplatzierung, Gesamtwochen, AuszeichnungChartplatzierungen (Jahr, Titel, Platzierungen, Wochen, Auszeichnungen, Anmerkungen) | Höchstplatzierung, Gesamtwochen, AuszeichnungChartplatzierungen (Jahr, Titel, Platzierungen, Wochen, Auszeichnungen, Anmerkungen) | Anmerkungen                              |
| Jahr | Titel   | DE | AT | CH | Anmerkungen                              |
| ---- | ------- | --- | --- | --- | ---------------------------------------- |
| 1998 | Sillium | DE23 (25 Wo.)DE | AT29 (10 Wo.)AT | CH45 (2 Wo.)CH | Erstveröffentlichung: 30. März 1998      |
| 2000 | Neo.Now | DE5 (8 Wo.)DE | AT46 (3 Wo.)AT | CH65 (5 Wo.)CH | Erstveröffentlichung: 18. September 2000 |
| 2017 | Flash   | DE11 (3 Wo.)DE | AT29 (1 Wo.)AT | CH33 (1 Wo.)CH | Erstveröffentlichung: 6. Oktober 2017    |

### Inoffizielle Alben
- 2000: Alles Muss Raus (Die Zähe Pampe Aus Drei Jahren Hirnforschung)

### Remixalben
- 2015: AltNeu

### Singles
| Jahr | Titel Album                         | Höchstplatzierung, Gesamtwochen, AuszeichnungChartplatzierungen (Jahr, Titel, Album, Platzierungen, Wochen, Auszeichnungen, Anmerkungen) | Höchstplatzierung, Gesamtwochen, AuszeichnungChartplatzierungen (Jahr, Titel, Album, Platzierungen, Wochen, Auszeichnungen, Anmerkungen) | Anmerkungen                             |
| Jahr | Titel Album                         | DE | CH | Anmerkungen                             |
| ---- | ----------------------------------- | --- | --- | --------------------------------------- |
| 1998 | Willst du mit mir geh’n? Sillium    | DE47 (7 Wo.)DE | CH42 (2 Wo.)CH | Erstveröffentlichung: 9. Februar 1998   |
| 1998 | Dein Herz schlägt schneller Sillium | DE62 (9 Wo.)DE | — | Erstveröffentlichung: 12. Oktober 1998  |
| 1999 | Ja, Ja… Deine Mudder! Neo.Now       | DE38 (11 Wo.)DE | — | Erstveröffentlichung: 29. November 1999 |
| 2000 | Die Leude Neo.Now                   | DE39 (9 Wo.)DE | — | Erstveröffentlichung: 7. August 2000    |
| 2004 | Wir sind im Haus –                  | DE67 (4 Wo.)DE | — | Erstveröffentlichung: 5. Juli 2004      |

Weitere Singles
- 1997: Es ist nicht einfach so allein
- 1997: 5 Sterne Deluxe
- 1998: Happy HipHop / Discotizer
- 2000: Stop Talkin’ Bull #1
- 2000: Stop Talkin’ Bull #2
- 2014: Wer hat die dicksten Eier?
- 2017: Davon
- 2017: Moin Bumm Tschack
- 2017: Afrokralle
- 2017: Inspekor Jabidde
- 2019: Aale Zu Samm
- 2019: Die Kids sind okay
- 2021: Scarecrow Kids (Frank Popp Ensemble feat. Fünf Sterne Deluxe)

## Auszeichnungen
- Comet 2000 - Hip Hop National[5][6]